# Allegro Facchini
Allegro Facchini (San Pietro in Casale, 3 dicembre 1905 – San Pietro in Casale, 22 maggio 1963) è stato un calciatore italiano, di ruolo centrocampista.

## Caratteristiche tecniche
Giocava come ala.

## Carriera
Ha giocato in Serie A con il Bologna. Nella massima serie ha esordito il 28 settembre 1930 nella partita Bologna-Triestina (6-1) realizzando anche la sua unica rete con i felsinei.
Prima e dopo l'esperienza con il Bologna ha disputato otto stagioni con la Spal, totalizzando 88 presenze con 23 reti realizzate.

## Palmarès

### Competizioni nazionali
- Prima Divisione: 1

Forlì: 1931-1932